# Tim Belcher
Pour les articles homonymes, voir Belcher.
Timothy Wayne Belcher (né le 19 octobre 1961 à Mount Gilead, Ohio, États-Unis) est un ancien lanceur droitier de baseball. Il évolue de 1987 à 2000 dans la Ligue majeure de baseball pour 7 équipes et fait entre autres partie de l'équipe des Dodgers de Los Angeles championne de la Série mondiale 1988

## Carrière

### Joueur
Après des études secondaires à la Highland High School de Sparta (Ohio), Tim Belcher suit des études supérieures à la Mount Vernon Nazarene University de Mount Vernon (Ohio).
Belcher est le premier joueur sélectionné au repêchage amateur le 6 juin 1983. Réclamé par les Twins du Minnesota, il ne signe pas de contrat avec l'équipe. Belcher est l'un des rares premiers choix du repêchage à ne pas signer avec le club qui le réclame. Il est le deuxième dans cette situation après Danny Goodwin en 1971 et sera le dernier jusqu'à Brady Aiken en 2014.
Belcher rejoint les rangs professionnels après le repêchage du 17 janvier 1984 au cours duquel il est le premier joueur sélectionné et signe un contrat avec les Yankees de New York. Il reste peu de temps au sein de l'organisation des Yankees en étant transféré le 8 février 1984 chez les Athletics d'Oakland.
Encore joueur de Ligues mineures, Belcher est transféré le 3 septembre 1987 chez les Dodgers de Los Angeles à l'occasion d'un échange contre Rick Honeycutt. Il fait ses débuts en Ligue majeure le 6 septembre 1987 avec les Dodgers. En 1988, il prend part à la belle saison des Dodgers qui s'achève sur la victoire en Série mondiale. Il compte d'ailleurs une victoire lors de la série mondiale et deux lors de la série de championnat.
Belcher est échangé contre Eric Davis et Kip Gross des Reds de Cincinnati le 27 novembre 1991. Il passe ensuite chez les White Sox de Chicago le 31 juillet 1993 à la suite d'un échange contre Jeff Pierce et Johnny Ruffin.
Devenu agent libre après la saison 1993, il signe pour une saison avec les Tigers de Détroit le 7 février 1994. De nouveau agent libre durant l'intersaison 1994-1995, il signe avec les Reds de Cincinnati le 3 mai 1995 avant d'être échanger aux Mariners de Seattle le 15 mai 1995 contre Roger Salkeld.
Agent libre pour la troisième saison consécutive, il s'engage pour trois saisons avec les Royals de Kansas City le 31 janvier 1996.
Agent libre après la saison 1998, il signe avec les Angels d'Anaheim le 23 décembre 1998. Il y achève sa carrière de joueur et dispute sa dernière rencontre de Ligue majeure le 30 septembre 2000.

### Encadrement
Il est nommé instructeur des lanceurs des Indians de Cleveland le 6 novembre 2009 après avoir occupé pendant huit saisons un poste d'assistant spécial dans l'encadrement administratif de la franchise des Indians. Le 29 septembre 2011, au lendemain du dernier match de la saison des Indians, il remet sa démission.

## Statistiques
- En saison régulière

| Saison | Équipe      | G   | GS  | V   | D   | SV | IP     | SO   | ERA  |
| ------ | ----------- | --- | --- | --- | --- | -- | ------ | ---- | ---- |
| 1987   | LA Dodgers  | 6   | 5   | 4   | 2   | 0  | 34.0   | 23   | 2,38 |
| 1988   | LA Dodgers  | 36  | 27  | 12  | 6   | 4  | 179.2  | 152  | 2,91 |
| 1989   | LA Dodgers  | 39  | 30  | 15  | 12  | 1  | 230.0  | 200  | 2,82 |
| 1990   | LA Dodgers  | 24  | 24  | 9   | 9   | 0  | 153.0  | 102  | 4,00 |
| 1991   | LA Dodgers  | 33  | 33  | 10  | 9   | 0  | 209.1  | 156  | 2,62 |
| 1992   | Cincinnati  | 35  | 34  | 15  | 14  | 0  | 227.2  | 149  | 3,91 |
| 1993   | Cincinnati  | 22  | 22  | 9   | 6   | 0  | 137.0  | 101  | 4,47 |
| 1993   | Chicago WS  | 12  | 11  | 3   | 5   | 0  | 71.2   | 34   | 4,40 |
| 1994   | Détroit     | 25  | 25  | 7   | 15  | 0  | 162.0  | 76   | 5,89 |
| 1995   | Seattle     | 28  | 28  | 10  | 12  | 0  | 179.1  | 96   | 4,52 |
| 1996   | Kansas City | 35  | 35  | 15  | 11  | 0  | 238.2  | 113  | 3,92 |
| 1997   | Kansas City | 32  | 32  | 13  | 12  | 0  | 213.1  | 113  | 5,02 |
| 1998   | Kansas City | 34  | 34  | 14  | 14  | 0  | 234.0  | 130  | 4,27 |
| 1999   | Anaheim     | 24  | 24  | 6   | 8   | 0  | 132.1  | 52   | 6,73 |
| 2000   | Anaheim     | 9   | 9   | 4   | 5   | 0  | 40.2   | 22   | 6,86 |
| Totaux |             | 394 | 373 | 146 | 140 | 5  | 2442.2 | 1519 | 4,16 |

- En séries éliminatoires

| Saison | Équipe     | G | GS | V | D | SV | IP   | SO | ERA  |
| ------ | ---------- | - | -- | - | - | -- | ---- | -- | ---- |
| 1988   | LA Dodgers | 4 | 4  | 3 | 0 | 0  | 24.0 | 26 |      |
| 1993   | Chicago WS | 1 | 0  | 1 | 0 | 0  | 3.2  | 1  | 2,45 |
| 1995   | Seattle    | 3 | 1  | 0 | 2 | 0  | 10.0 | 1  |      |
| Totaux |            | 8 | 5  | 4 | 2 | 0  | 37.2 | 28 | 5,02 |

Note: G = Matches joués; GS = Matches comme lanceur partant; V = Victoires; D = Défaites; 
 SV = sauvetages; IP = Manches lancées; SO = retraits sur des prises; ERA = Moyenne de points mérités.